# 山川 (菓子)

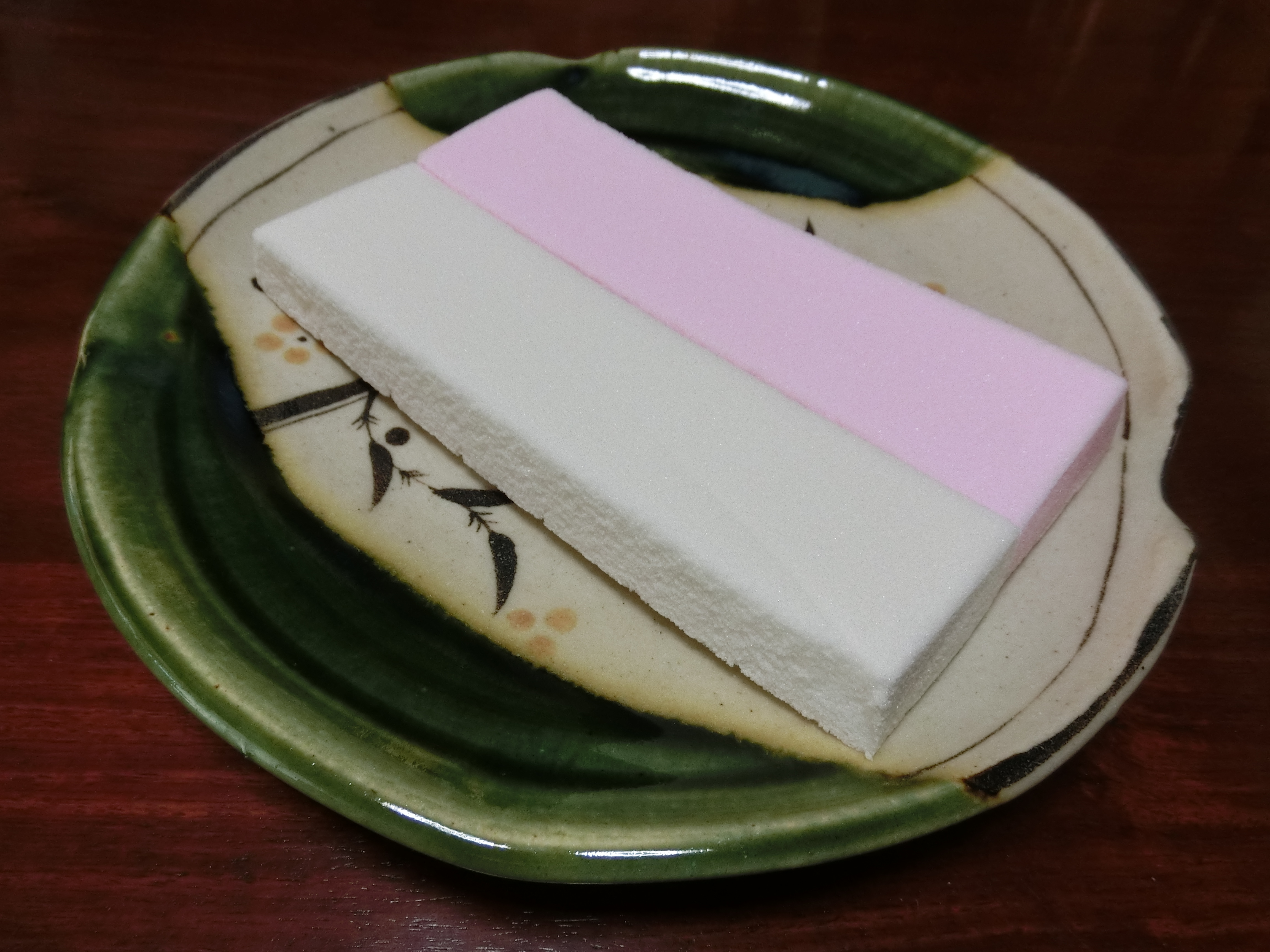
割る前の山川

山川（やまかわ）は、島根県松江市の銘菓となっている和菓子。いわゆる「不昧公御好み」の茶菓子の一つ。
文化3年（1806年）に江戸品川宿の伊勢屋越後大掾が松江藩7代藩主松平治郷（不昧）の詠んだ歌「散るは浮き 散らぬは沈む もみじ葉の 彩は高尾に 山川の水」にちなんで創作した。伊勢屋で修業した松江藩菓子司の面高屋船越新四郎道順によって松江に伝えられた。また、松江の三津屋作兵衛（現・一力堂）が不昧から命じられて創作したという説もある。三津屋は「不昧翁好み山川」の公称を松平家から許されていた。
廃藩後には、こういった菓子屋は公の庇護を失うことになり、日本国外から安価な砂糖が輸入されるようになったことから、新興の菓子屋が安くて質の悪い「山川」を作るようになった。名誉を惜しんだ旧来の菓子屋は「不昧翁好み山川」を作らなくなり、断絶することになった。
大正時代に風流堂が復刻させた。
落雁の一種であるが、紅白一対になっており、手で割って食べる。赤は紅葉の山、白は川のせせらぎを表現する。
若草、菜種の里と合わせて不昧公三大銘菓と呼ぶこともある。
新潟県長岡市・大和屋の越乃雪、石川県金沢市・森八の長生殿と共に、日本三大銘菓の一つにも数えられている。